# Чоткаль
Чоткаль или чот (кор. 젓갈 или кор. 젓) — засоленная пища в корейской кухне, приготовленная из морепродуктов, таких как креветки, устрицы, моллюски, рыба, рыбные икра и внутренности.
Чоткаль в основном используют как вкусовую добавку к кимчхи или как соус к свиным ножкам (jokbal) и кровяной колбасе (сундэ). Иногда чоткаль, обычно saeujeot, добавляют в корейское рагу ччигэ и в суп тхан для запаха, вместо соли или корейского соевого соуса.
Разные типы чоткаля варьируются в зависимости от основных ингредиентов, региона, семьи и личных предпочтений. В последнее время, в связи с ограничением транспорта, регионы, находящиеся рядом с морем, имеют больше типов чоткаля, по сравнению с внутренними провинциями.

## История
Эръя (爾雅) — древнейший из дошедших до наших дней толковый словарь китайских иероглифов, написанный в III—V веках до н. э., содержит запись о ji (鮨) (происхождении чоткаля). Ji определяет чоткаль как пищу, приготовленную из рыбы. Этот древнейший документ упоминает эту еду в исторических записях.

## Типы
- Сэуджот — чот, приготовленный из маленьких креветок («сэу», 새우)[1]
  - Оджот (오젓) — сэуджот, приготовленный из майских креветок
  - Юкчот (육젓) — сэуджот, приготовленный из июньских креветок
  - Тохаджот (토하젓) — чот, приготовленный из пресноводных креветок[2], это региональный деликатес кухни провинции Чолла.
- Тучотыльхэджот (두 젓을 해젓) — чот, приготовленный из duu (солёный чот, подобный «мёльчиджот»)
- Хвансэгиджот (황새기젓) — чот, приготовленный из рыбы[1]
- Мёльчиджот — чот из анчоусов («мёльчи», 멸치)[1]
- Чогиджот — чот, приготовленный из горбыля («чоги», 조기)[3]
- Чугэджот (조개젓) — чот из моллюсков[4]
- Кульчот (굴젓) — чот из устриц («куль», 굴)
  - Оригульчот (어리굴젓) — чот, приготовленный из солёных устриц («куль», 굴) и жгучего перца[1]
- Мёнранджот (명란젓) — чот, приготовленный из икры («ран», 란) минтая («мёнтхэ», 명태)[1]
- Чананджот(창란젓) — чот из внутренностей минтая[1]
- Оджинъоджот (오징어젓) — чот из кальмаров («оджинъо», 오징어)[1]
- Ккольттугиджот (꼴뚜기젓) — чот из маленьких кальмаров[5]
- Кеджан — чот из крабов[1]

## Галерея

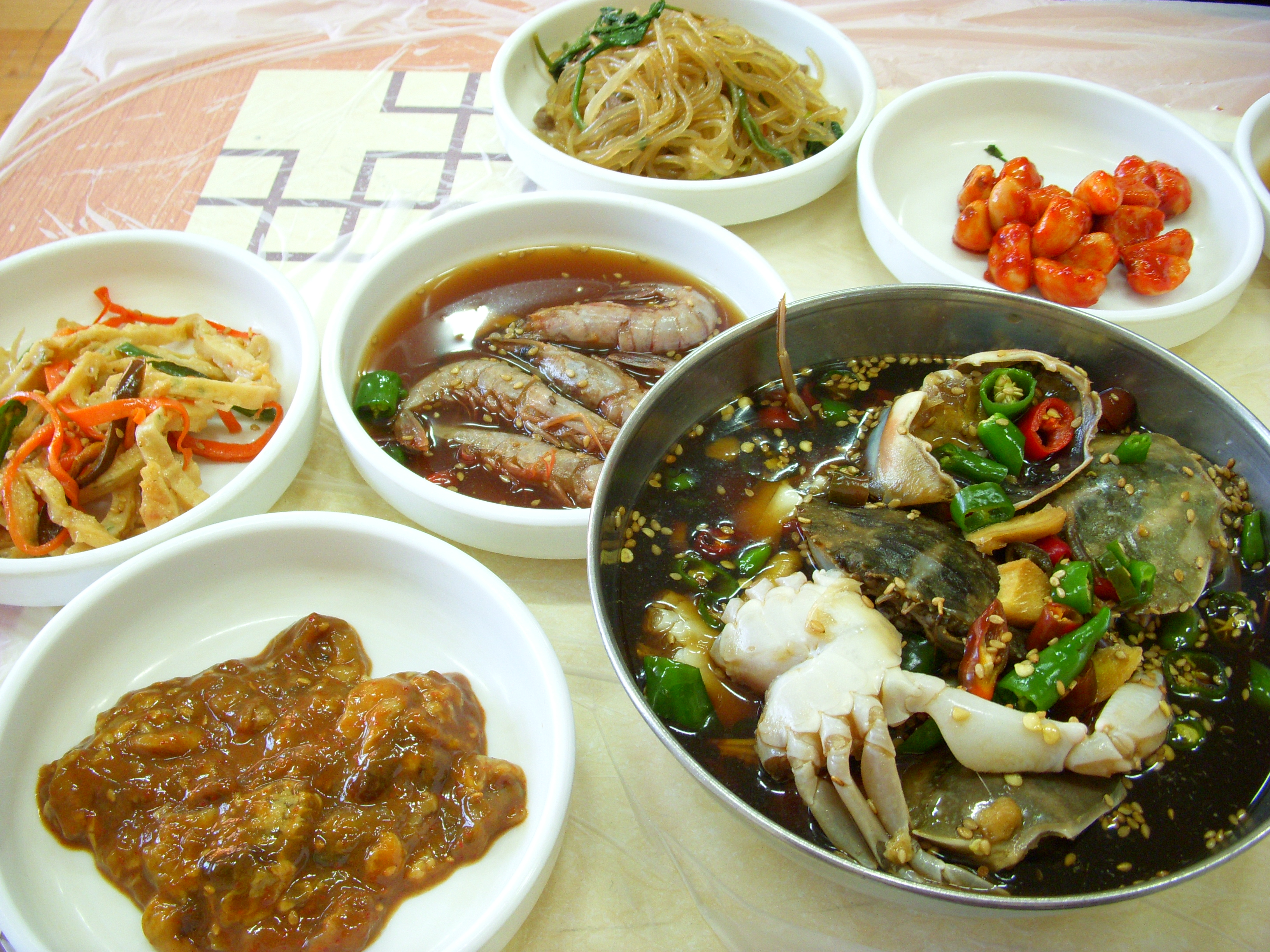
Кеджан и сэуджан (креветки, маринованные в соевом соусе)
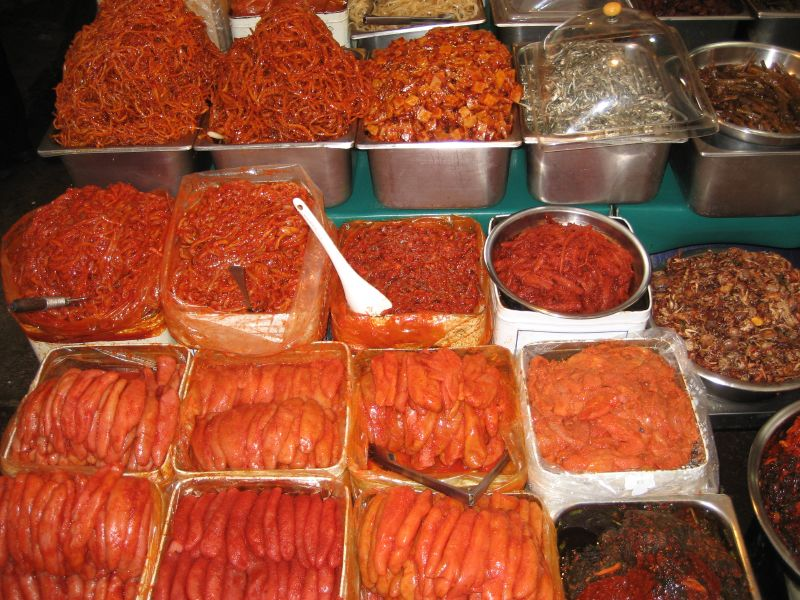
Мёлланджот
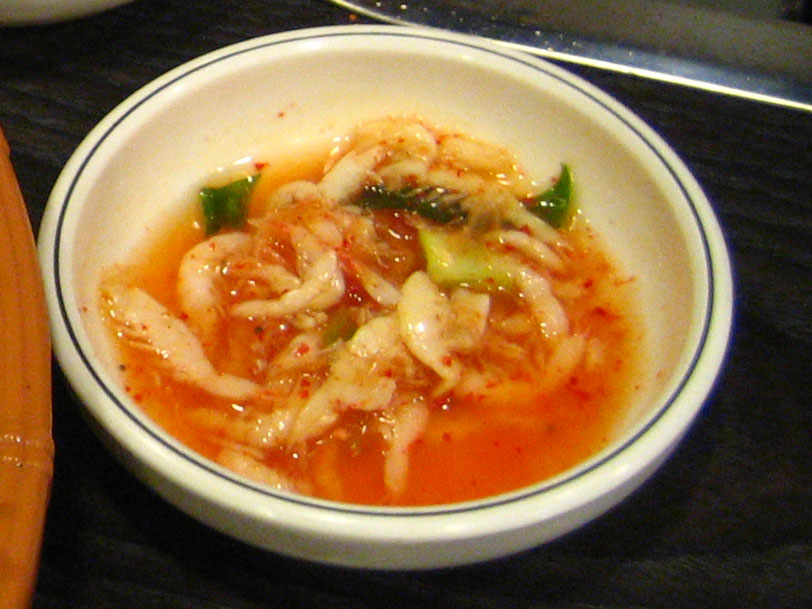
Сэуджот
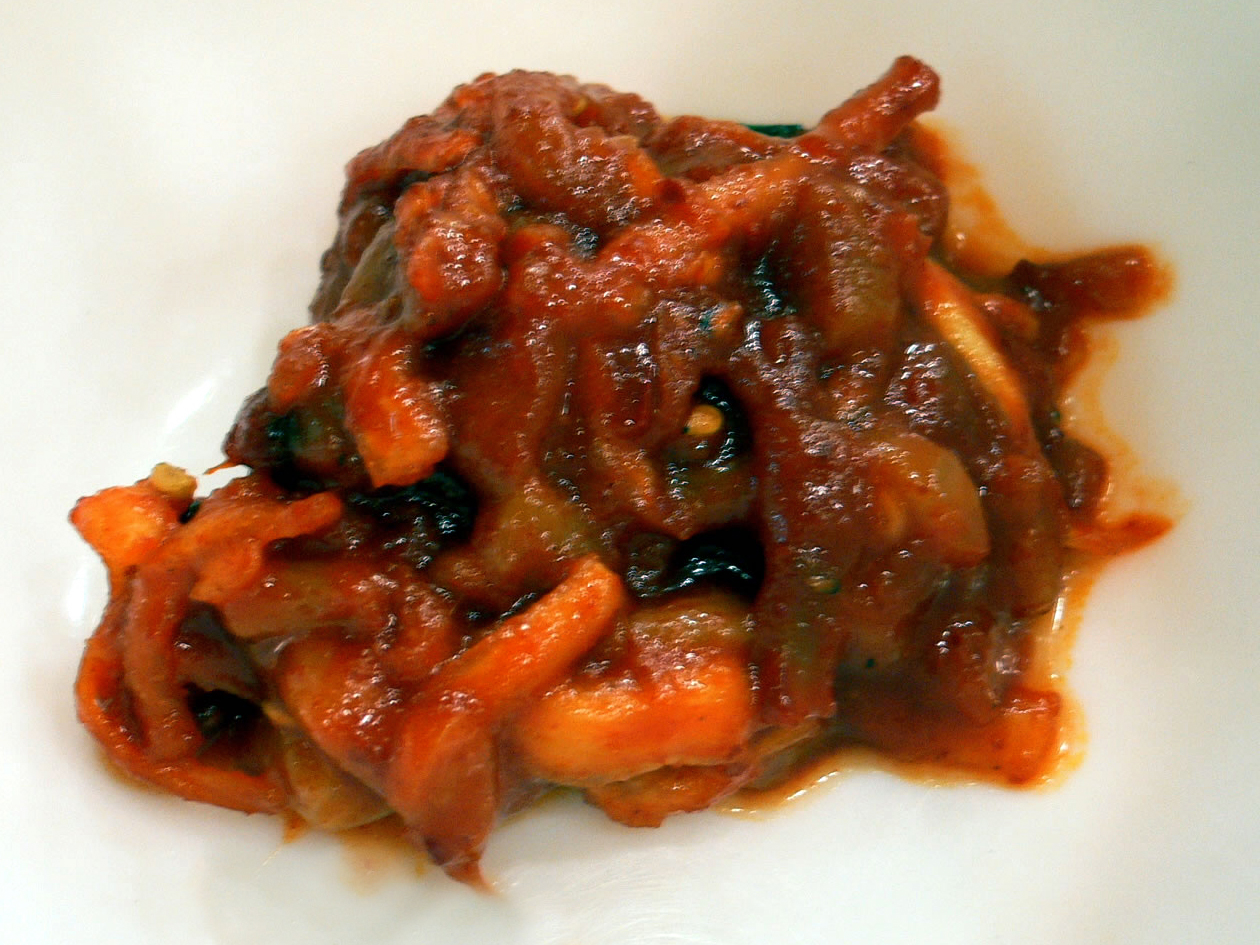
Оджингоджот